# Фриа
Фриа̀ (на френски: Fria) е град в Западна Гвинея, регион Боке. Административен център на префектура Фриа. Населението на града през 2014 година е 61 691 души.